# Лару (окръг, Кентъки)
Окръг Лару (на английски: LaRue County) е окръг в щата Кентъки, Съединени американски щати. Площта му е 684 km², а населението - 13 373 души (2000). Административен център е град Ходжънвил.